# Johnston, Iowa
Johnston là một thành phố thuộc quận Polk, tiểu bang Iowa, Hoa Kỳ. Năm 2010, dân số của thành phố này là 17278 người.

## Dân số
Dân số qua các năm:
- Năm 2000: 8649 người.
- Năm 2010: 17278 người.